# Elmar Məmmədyarov
Elmar Məhərrəm oğlu Məmmədyarov (ur. 2 lipca 1960 w Baku) – azerbejdżański prawnik, dyplomata, polityk, minister spraw zagranicznych w latach 2004-2020.

## Życiorys
W latach 1977–1982 studiował prawo międzynarodowe i stosunki międzynarodowe na Uniwersytecie Kijowskim. W latach 1988–1991 odbył studia doktoranckie w zakresie historii w Akademii Dyplomatycznej MSZ ZSRR w Moskwie. Odbył staż naukowy w Center for Foreign Policy Development na Brown University (1989–1990).
Po ukończeniu studiów pracował jako II i I sekretarz w Ministerstwie Spraw Zagranicznych Azerbejdżańskiej SRR (1982–1988). W 1991 powrócił do resortu, obejmując stanowisko dyrektora protokołu. W latach 1992–1995 pracował jako I sekretarz w Stałym Przedstawicielstwie Republiki Azerbejdżan przy Narodach Zjednoczonych w Nowym Jorku. Od 1995 do 1998 był wicedyrektorem Departamentu Organizacji Międzynarodowych MSZ, a od 1998 radcą Ambasady w Stanach Zjednoczonych. W latach 2003–2004 pełnił funkcję Ambasadora Republiki Azerbejdżan we Włoszech.
2 kwietnia 2004 otrzymał nominację na stanowisko ministra spraw zagranicznych. 16 lipca 2020 został odwołany ze stanowiska.